# Seznam avstrijskih biologov
Seznam avstrijskih biologov.

## B
- Ludwig von Bertalanffy ?

## E
- Sigmund Exner

## F
- Karl von Frisch

## G
- Karl Grobben

## H
- Hans Hass (1919–2013) (podvodni zoolog)
- Werner Huber
- Josef Hyrtl

## K
- Ludwig von Köchel
- Christoph Kratky

## L
- Konrad Lorenz

## M
- Gregor Mendel

## N
- Johann Natterer
- Martin Nowak (*1965) avstr.-ameriški evoluc. biolog in matematik

## P
- Max Ferdinand Perutz

## R
- Rupert Riedl

## S
- Ferdinand Jožef Schmidt (1791–1878)
- (Ignaz Semmelweis)

## T
- Erich von Tschermak

## W
- Günter P. Wagner
- Anton Weissenhofer
- Franz Xaver von Wulfen

## Z
- Rudolf Zechner